# Rhaphuma
Rhaphuma — великий рід жуків-вусачів підродини церамбіцінів. Містить понад 170 видів.
Типовий вид — Rhaphuma quadricolor Laporte & Gory, 1841, описаний з Філіппінів.
Серед видів:
- Rhaphuma gracilipes
- Rhaphuma quadricolor Laporte & Gory, 1841
- Rhaphuma fulgurata Gahan, 1906
- Rhaphuma manipurensis Gahan, 1906
- Rhaphuma tricolor (Gressitt & Rondon,1970)